# Louis Christian Hess

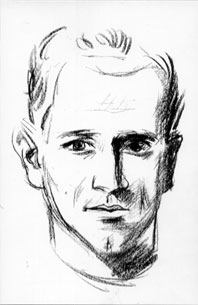
Autoritratto (1921)

Louis Christian Hess o Christian Hess, noto anche con lo pseudonimo di Alois Anton Hess (Bolzano, 24 dicembre 1895 – Schwaz, 26 novembre 1944), è stato un pittore e scultore austriaco appartenente alla Neue Sachlichkeit (Nuova Oggettività) tedesca degli anni venti.

## Biografia

### Primi anni
Espone nel 1915 i suoi primi lavori, disegni, incisioni, tempere e acqueforti, alla "Turn und Taxishof Galerie” di Innsbruck. Chiamato al fronte, durante la prima guerra mondiale combatte sul fronte francese della Somme e delle Ardenne. Dopo il conflitto, dal 1919 al 1924 frequenta la “Bayerische Akademie der Bildenden Künste” di Monaco sotto la guida del prof. C. Becker-Gundhal. Nel 1920 partecipa alla prima esposizione collettiva “Ausstellung Junger Münchner - Graphische Kunstwerkstätten” a Monaco presentata in catalogo da George Jacob Wolf. Nella successiva collettiva "Ausstellung Junger Münchner” del 1921 espone alla Gemälde Galerie Sct. Martinus di Monaco insieme a Florian Bosch, Adolf Hartmann, Siegfried Kühnel, Georg Liebhardt, Josef Nickl, Eugen Siegler, Bernhard Therhorst e gli scultori Lothar Dietz e Benno Miller. Sulle orme della sorella Emma Hess, trasferitasi in Sicilia nel 1924, effettua frequenti viaggi in Italia attingendo ai colori e ai temi mediterranei che travasa in opere pittoriche di forte matrice mitteleuropea.

### Christian Hess e la Juryfreie
Nel 1928 conosce Max Beckmann al quale resta profondamente legato fino al suo esilio. Partecipa alla “Sommer Ausstellung des Deutschen Künstler Verbandes AUFBAU - E. V.” di Monaco e parte dei quadri vengono successivamente esposti a Berlino. Aderisce, nel 1929, al movimento "Juryfreie” di cui è animatore fino al suo scioglimento nel 1933 da parte del regime nazista. Il critico Wilhelm Hausenstein, in "Aus meinem Künstnotizbuch”, scrive: “La Juryfreie si rivela già come un promettente gruppo artistico... Noto, intanto, Christian Hess, Josef Scharl, Fritz Burkhardt, Grassmann, Panizza e come scultori Spengler e Zeh”. Riviste d'arte riproducono opere di Christian Hess: il "Cicerone” di Lipsia il quadro "Am strand” (Sulla spiaggia); la rivista "Jugend” di Monaco, organo ufficiale del movimento culturale "Jugendstil”, pubblica in copertina del numero di aprile 1930 il quadro "Fischer mit roter Weste” (Pescatore con giubbetta rossa), parte centrale di un trittico esposto alla mostra della Secessione.
Lo stesso anno il catalogo “Zweijahrbuch” (1929-30) presentato dal critico Hans Eckstein, con saggi di Franz Rho, Oskar Maria Graf e Wolfang Petzet pubblica i dipinti “Neptun” e “Matrosen” realizzati a Messina. Affresca lo stabilimento termale di Oeynhausen (Westfalia). "Jugend” riproduce “Am Wasser” parte centrale di un trittico esposto alla mostra di giugno della Secessione ed espone a Berlino, Dresda e in Svizzera.
Nell'incendio del Glaspalast di Monaco, il 6 giugno 1931, i quadri di Hess e di molti altri artisti vengono distrutti. Per gli artisti della Juryfreie che hanno perso le opere viene organizzata una mostra straordinaria nel Museo Germanico. Lo stesso anno è a Roma dove incontra l'amico Karl Hofer. Rientrato in Germania avvia a Monaco un movimento di pittori, scultori e architetti e nella omonima mostra "Bildhauer Maler Architekt” Hess presenta i cartoni degli affreschi per un "Ton film theater” a Breslavia. L'idea suggerita dal movimento, sostenuta dal Münchner Abend Ausgabe/Anzeiger e dal Münchner Zeitung verrà realizzata anni più tardi. Il 1932 è ancora un anno di grande vitalità artistica. Espone con la "Juryfreie” il dipinto "Wartesaal III klasse in Bologna” (Monspreis London - Opus 30) e sculture alla "Lenbach Galerie” di Monaco e Dusseldorf. Una stagione di mostre itineranti della Deutscher Künstlerbund: Berlino, Norimberga, Koenigsberg, Danzica, Rostock.

### Gli anni dell'esilio
L'ostracismo artistico portato avanti dal nazismo lo porta ad un esilio volontario. Nel 1933 si trasferisce in Sicilia, a Messina, dopo lo scioglimento della "Juryfreie” ritenuta, dal regime, "unione culturale bolscevica". L'anno successivo sposa l'elvetica Cecilia Faesy con cui riparte per la Svizzera. Ma può svolgere solo un'attività limitata poiché nel 1935 i tedeschi non sono ospiti graditi. Si occupa di regia teatrale e scenografia e incide teste di marionette. Tramite amici riesce a vendere qualche quadro non firmato ma nel 1936 rientra di nuovo in Sicilia con la moglie da cui si separa presto. Tra le tante tappe della sua vita, Messina fu grande fonte di ispirazione per Hess, tanto da portare l'artista a dipingerne una veduta del centro storico nel 1937.
Dagli amici rimasti in Germania e in Austria apprende che la situazione politica si deteriora sempre di più.  
Studia nuove tecniche, ma una profonda crisi lo porta sull'orlo del suicidio. Confortato dalla sorella, trova il coraggio di ripartire. Nel 1938 riapproda in Svizzera e trova ospitalità a Liestal, presso l'amico pittore Jurg Spiller ma gli viene negato il permesso di soggiorno. Riparte allora per la Germania dove, però, la vita artistica e culturale è sotto il pieno controllo del regime. Nel 1939 rintraccia il suo amico Franz Saverius Gebhardt-Westerbuchberg, nella cui casa, sul Chiemsee, può serenamente dipingere e modellare sculture. Ad Oberwössen, in Baviera, affresca le pareti di un ristorante di proprietà della moglie dell'amico scultore Oskar Zeh, suicidatosi a Monaco nel 1935. 
La sua salute si deteriora. Gravemente ammalato viene internato nel 1941 nell'ospedale di Schwabing e poi nel sanatorio di Planneg. Dimesso si reca nel Tirolo da presso Axams e Innsbruck, poi a Grinzenz e a Zirl per eseguire alcuni affreschi nel palazzo comunale. Sono gli ultimi anni di vita. Nel 1942 ritorna a Innsbruck. L'unione artisti del Tirolo (Der Landsleiter der Reichskammer der Bildenden Künste beim Landskulturwalter Gau Tirol Voralberg) gli assegna uno studio. Muore dopo l'ennesimo ricovero, il 26 novembre 1944 nell'ospedale di Schwaz, dopo un bombardamento aereo su Innsbruck, dove è sepolto.

## La riscoperta
Dopo la morte, la sua opera, travolta dal conflitto e dalle macerie della guerra, rimase dimenticata, tranne una sporadica apparizione di due opere alla Münchener Exportshau del 1948 a Monaco, fino al 1969. Quell'anno iniziò una profonda attività di recupero, restauro e ricostruzione storico-critica che ha restituito alla comunità artistica l'opera di Louis Christian Hess.
Le opere di Christian Hess sono conservate presso il Tiroler Landesmueum di Innsbruck, lo Stadtmuseum di Bolzano, il Museion di Bolzano, la Galleria d'Arte Moderna di Palermo.

## Esposizioni principali
- 1915 - "Turn und Taxishof Galerie” di Innsbruck - disegni, incisioni, tempere e acqueforti
- 1920 - settembre - Galerie Paulus - Monaco
- 1921 - "Ausstellung Junger Münchner” - Gemälde Galerie Sct. Martinus - Monaco - collettiva
- 1922 - Innsbruck, Bolzano, Brunico, Salisburgo, Vienna
- 1926 - 12 agosto/1 settembre - Tiroler Kunstler in Munchen - Kunstverein - Monaco
- 1927 - 1 giugno/3 ottobre - Münchener Kunstausstellung im Glaspalast - Münchener Secession - Monaco
- 1928 - Sommer Ausstellung des Deutschen Künstler Verbandes AUFBAU - E. V. - Monaco
- 1928 - Kunstausstellung - Berlino e Braunschweig
- 1929/1930 - Münchener Kunstausstellung im Glaspalast - Münchener Secession - Monaco
- 1930 - 31 maggio - Inaugurazione Terme Bad Oeynhausen - Affreschi
- 1931 - Juryfreie - Glaspalast (Incendiato) - Nuova sede Deutsche Museum
- 1932 - Lenbach Galerie - Monaco - sculture
- 1932 - estate/autunno - Deutscher Künstlerbund: Berlino, Norimberga, Koenigsberg, Danzica, Rostock - acquarelli e incisioni
- 1948 - Münchener Exportshau - Monaco
- 1956 - Istituto Verona Trento - Messina - Mostra retrospettiva
- 1974/1977 -  Palermo, Roma, Padova, Genova, Trieste, Bolzano, Milano, Firenze, Torino, Innsbruck, Passau, Monaco - Mostra retrospettiva itinerante
- 1976/1977 - dicembre/gennaio - österreicher Avantgarde - Wien/Innsbruck
- 1984 - Abbild und Emotion - Osterreicher Realismus - Wien
- 1994 - Expression sachlichkeit - Tiroler Landesmuseum Ferdinandeum - Innsbruck
- 2002 - Von Klimt bis Wotruba -  Tiroler Landesmuseum Ferdinandeum - Innsbruck
- 2005 - Landschaften - Castelbello (BZ)
- 2006 - 14 gennaio/11 febbraio - Hess, Von Esterle, Prachensky, Gutterle - Galerie Maier - Innsbruck
- 2007 - 20 luglio/21 ottobre - Im Spiegel der Wirklichkeit - Museumsverein Bruneck
- 2007 - 3 ottobre/13 gennaio - Paris/Wien österreicher moderne 1880 1960 - Belvedere Wien
- 2008/2009 -  Christian Hess 1895 1944 - Museum Rabalderhaus - Schwaz - Stadtmuseum Bozen
- 2009 - 16 maggio/26 ottobre - Fra minaccia e idillio - Cento capolavori dell'arte austriaca - Museo Civico Lienz
- 2010 - 24 settembre/7 novembre - Il pittore e la sua modella - San Michele Appiano Bolzano
- 2011 - 8 luglio/21 agosto - Occhi d'artista - Museum Rabalderhaus - Schwaz[5]
- 2011 - 28 ottobre/4 dicembre - Christian Hess Ritorno alle origini un secolo dopo - Museumverein Brunek
- 2012 - 10-18 novembre - Christian Hess Hofburg Vienna
- 2013 - 6 luglio/27 ottobre - Fernsicht – Reiserouten Tiroler und Trentiner Künstler von 1800 bis heute - Museumverein Brunek
- 2014 - 11 aprile/24 agosto - Tirol-München Tiroler Begegnungen von 1880 bis heute - Tiroler Landesmuseum Ferdinandeum - Innsbruck